# Laboratoire d'informatique de Nantes Atlantique
Le Laboratoire d'informatique de Nantes Atlantique (LINA) est rattaché à l'Université de Nantes, l'École des mines de Nantes, le CNRS et Inria.
Au 1er janvier 2017, le LINA a fusionné avec l’IRCCyN pour donner naissance au Laboratoire des sciences du numérique de Nantes (LS2N).

## Historique

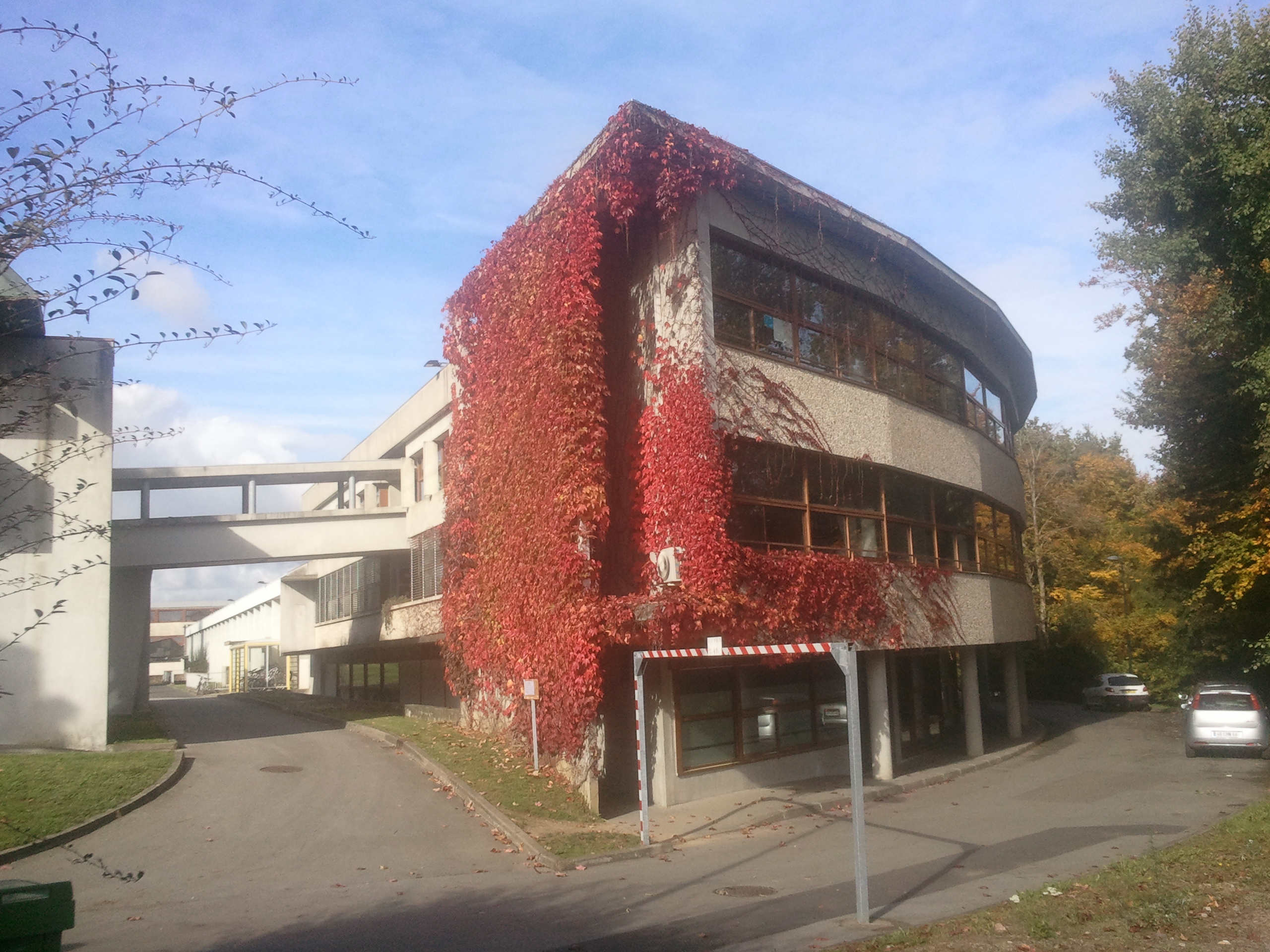
Laboratoire d'informatique de Nantes Atlantique

Le Laboratoire d’Informatique de Nantes Atlantique (LINA ), créé en 2004, résulte du rapprochement de l’Institut de Recherche en Informatique de Nantes (IRIN) et du département informatique de l’École des mines de Nantes (EMN). Reconnu par le CNRS comme formation de recherche en évolution (FRE) en 2004, reconduit en 2006, le LINA est devenu UMR en 2008.
Ce rapprochement a été initié dans le cadre du CPER 2000-2006 qui a fait émerger un laboratoire informatique nantais unique construit autour de deux axes de recherche, les « Architectures Logicielles Distribuées »  et les « Systèmes d’Aide à la Décision ».
Pendant cette période 2000-2006, le CPER a aussi contribué à l’établissement d’un axe Nantes-Angers (LINA-LERIA) dans le domaine de l’optimisation. En ce qui concerne le bi-pôle Nantes-Rennes, deux projets INRIA ont été créés en 2003 sur les sujets de la « gestion distribuée des données » et de la « programmation post-objets » . Ils sont à l’origine de la synergie entre le LINA et l’IRISA sur les thèmes de la « gestion des données » et du « génie logiciel ».
La dynamique liée à la création du LINA a largement contribué à la constitution de la fédération de recherche AtlanSTIC(FR 2819) créée en 2006 par le CNRS et qui regroupe aujourd’hui les trois laboratoires STIC Nantais : IRCCyN, IREENA et LINA.

## Équipes du laboratoire
Le LINA est composé de 175 membres répartis en  9 équipes de recherche :
- AeLOS s'intéresse à la vérification d'architectures logicielles.
- ASCOLA  s'intéresse au problème général de l'évolution de logiciels en développant des concepts et des langages pour construire des architectures logicielles basées sur des composants et des aspects.
- AtlanMod travaille sur les techniques, pratiques et usages actuels de l'ingénierie dirigée par modèles.
- COMBI s'intéresse aux problèmes de Bioinformatique pour attaquer des problèmes issus de la  Génomique comparative, Biologie des systèmes et des  Systèmes dynamiques.
- DUKe s'intéresse à l'Ingénierie des Connaissances et la Fouille de Données, ainsi qu'à la structuration et l'interrogation de grands volumes de données (relationnelles, multimédia).
- GDD s'intéresse à la gestion de données complexes distribuées à large échelle.
- OPTI se concentre sur les problèmes d'optimisation.
- TALN s'intéresse au traitement automatique du langage naturel.
- TASC travaille sur la programmation par contraintes. Elle est responsable du développement des bibliothèques Choco et IBEX.

## Logiciels
- Solveur Choco : Bibliothèque Java de programmation par contraintes intégrant explications, relaxation de contraintes et contraintes globales. Développée avec l’assistance du e-lab de Bouygues et utilisée par Cap Gemini, Valéo, KLS, Amadeus et la Nasa.

- Solveur IBEX : Bibliothèque C++ basée sur l'arithmétique des intervalles et la programmation par contraintes.

- ATL le langage de transformation de modèles ATL Retenu en 2007 comme un composant standard du Eclipse Modeling Framework et utilisé par les deux projets européens Modelware et Modelplex puis par une communauté active d’une centaine de sites utilisateurs académiques et industriels dont TNI/Geensys, ILOG, Airbus, Thalès et la NASA. Développement d’une PME Nantaise Obeo lié à la vente des services et de la formation autour d’ATLvia son offre ATL-PRO.

- Unstructured Information Management Architecture (en) (UIMA) : cet environnement de développement construit sur l’architecture Apache UIMA est destiné à la réalisation de composants logiciels pour le traitement automatique de la langue.

- Entropy : ce logiciel optimise le placement de machines virtuelles sur des clusters et réduit leur empreinte énergétique. Il utilise la PPC (CHOCO) et arrive au sixième rang (sur 526) des projets publics téléchargés à partir de la forge INRIA. Lauréat du prix de la croissance numérique verte 2009.

## Formations
Le LINA participe aux formations sur les différents sites nantais et en particulier aux Masters Informatiques suivants :
- ALMA : Architectures Logicielles
- ORO : Optimisation en Recherche Opérationnelle
- MIAGE : Métodhes Informatiques Appliquées à la Gestion des Entreprises
- BI : Bio-Informatique
- ECD : Extraction des Connaissances à partir de Données
- CCI : Compétences Complémentaires en Informatique (Master 2 uniquement)
- EMOOSE : European Master in Object-, Component-, and aspect-Oriented Software Engineering de l’Ecole des Mines de Nantes.
- MDM : Multimedia and Data Management, de l'école d'ingénieurs universitaire Polytech Nantes
- DMKM : Data Mining and Knowledge Management, master Erasmus Mundus

Les enseignements sont dispensés soit par des enseignants ou enseignants-chercheurs de l’Université, soit par des professionnels appartenant à des entreprises du domaine.